# Waitakere International 2000
Die Waitakere International 2000 im Badminton fanden Ende April 2000 in  Waitakere City statt.

## Sieger und Platzierte
| Disziplin    | Gold                                | Silber                             | Bronze                           |
| ------------ | ----------------------------------- | ---------------------------------- | -------------------------------- |
| Herreneinzel | Lee Hyun-il                         | Rio Suryana                        | Agus Hariyanto                   |
| Herreneinzel | Lee Hyun-il                         | Rio Suryana                        | Kazuhiro Shimogami               |
| Dameneinzel  | Wang Chen                           | Kanako Yonekura                    | Charmaine Reid                   |
| Dameneinzel  | Wang Chen                           | Kanako Yonekura                    | Kara Solmundson                  |
| Herrendoppel | Ma Che Kong Yau Tsz Yuk             | Liu Kwok Wa Albertus Susanto Njoto | John Gordon Daniel Shirley       |
| Herrendoppel | Ma Che Kong Yau Tsz Yuk             | Liu Kwok Wa Albertus Susanto Njoto | Howard Bach Mark Manha           |
| Damendoppel  | Chan Mei Mei Wang Chen              | Rhonda Cator Amanda Hardy          | Agnese Allegrini Maria Luisa Mur |
| Damendoppel  | Chan Mei Mei Wang Chen              | Rhonda Cator Amanda Hardy          | Satomi Igawa Hiroko Nagamine     |
| Mixed        | Chan Mei Mei Albertus Susanto Njoto | Mike Beres Kara Solmundson         | David Bamford Amanda Hardy       |
| Mixed        | Chan Mei Mei Albertus Susanto Njoto | Mike Beres Kara Solmundson         | Daniel Shirley Tammy Jenkins     |